# Glenavy (Irlande du Nord)
Pour les articles homonymes, voir Glenavy.
Glenavy est un village et une paroisse civile située dans le Comté d'Antrim en Irlande du Nord.

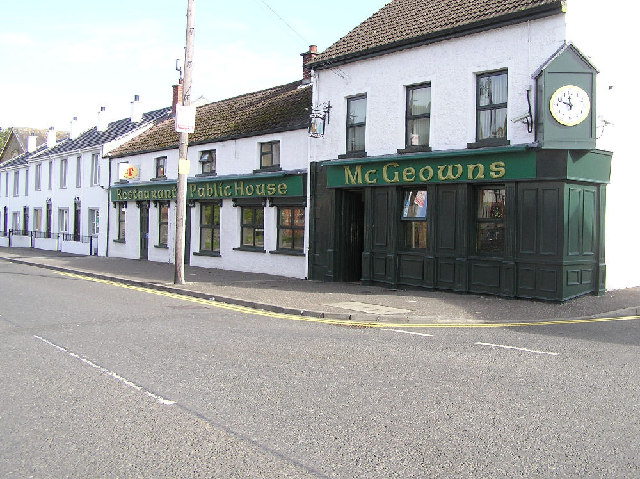
Rue de Glenacey

Sa population était de 5 697 habitants en 2011.